# Giske, Norge
Giske är en tätort i Giske kommun i Møre og Romsdal fylke i västra Norge. Orten ligger på ön Giske. Här finns Giske kyrka.

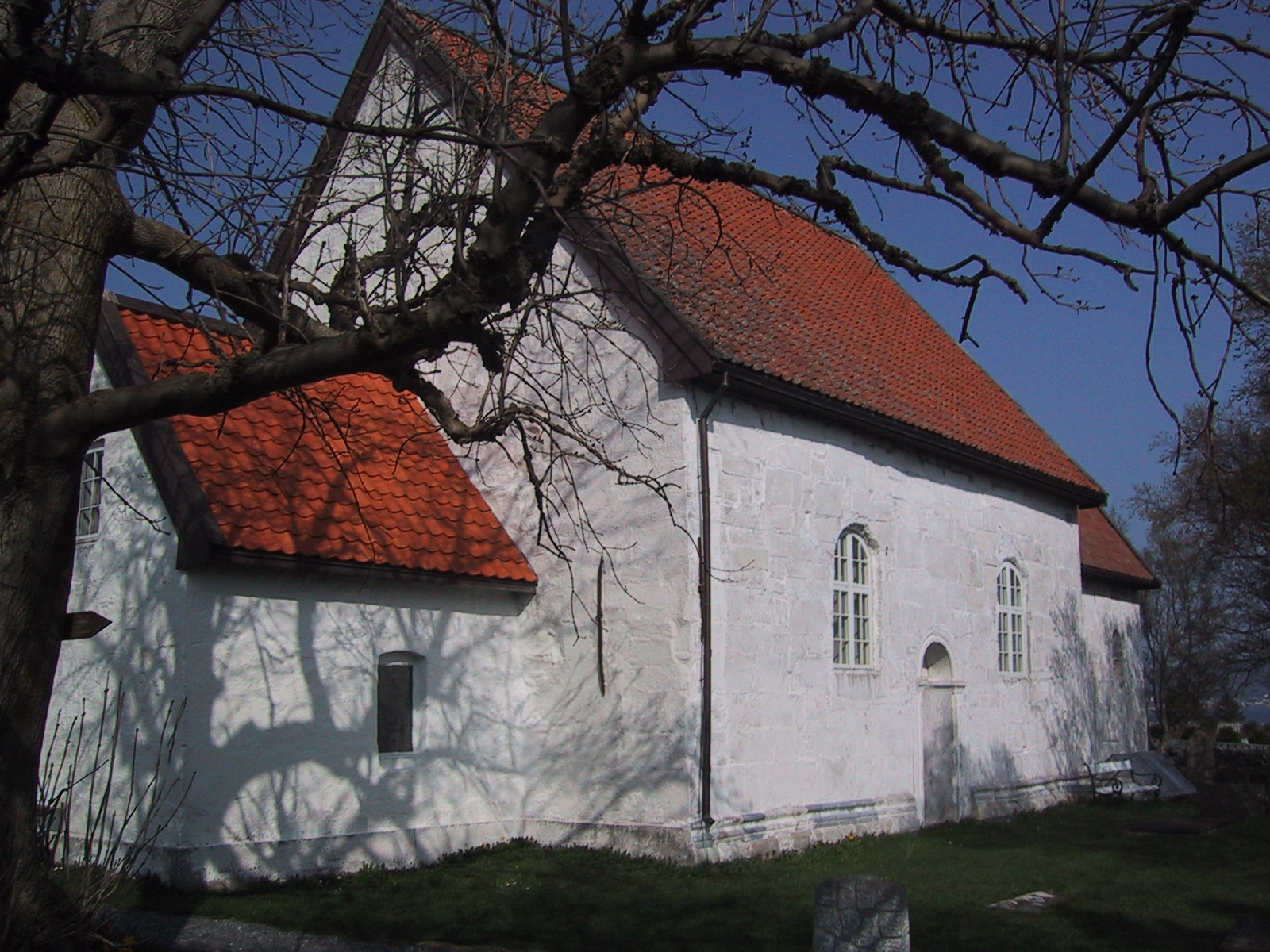
Giske kyrka.